# Van der Pauwmethode
De Van der Pauwmethode is een manier om nauwkeurig de soortelijke weerstand van een materiaal te kunnen meten.
In principe is de elektrische weerstand, bijvoorbeeld van een dun plaatje vast materiaal, eenvoudig te meten door er twee contacten op aan te brengen, een bekende spanning U op aan te leggen en de stroomsterkte I te meten. Via de wet van Ohm is dan de weerstand R te berekenen:
R = U / I
Dit is de methode die gebruikt wordt in een simpele ohmmeter. Vaak is echter de zo gemeten weerstand eerder het gevolg van de overgangsweerstand op de meetcontacten dan van het materiaal. Dus Rtot = Rcontacten + Rmateriaal .
Om dit probleem te omzeilen bedacht L.J. van der Pauw een methode die gebruikmaakt van vier contacten. De eerste twee contacten worden gebruikt om een stroom van bekende grootte door te voeren, de andere twee om het spanningsverval over een stuk van het materiaal te meten. Omdat de laatste meting een spanningsmeting is, waarbij nagenoeg geen stroom door de hulpcontacten vloeit, spelen de contactweerstanden hier geen rol.
Van der Pauw bewees in 1958 dat zolang het plaatje maar dun genoeg is en de contacten als oneindig klein beschouwd kunnen worden het niet uitmaakt waar aan de rand van het plaatje de contacten worden aangebracht. 
Latere onderzoekers lieten zien dat het ook mogelijk is vier contacten aan te brengen boven op het plaatje. Vandaag de dag worden er meestal vier dunne pinnen (1,2,3,4) van bijvoorbeeld goud in een vierkant op het plaatje gedrukt. De spanning wordt dan afwisselend aangelegd over twee naburige elektroden (bijvoorbeeld 1 en 2) en gemeten over de andere twee (3 en 4).
Dezelfde opstelling kan dan gebruikt worden voor het verrichten van een meting van het hall-effect. Loodrecht op het plaatje wordt een magnetisch veld aangelegd. De stroom wordt dan gevoerd door twee diagonale  elektroden (1 en 3) en er wordt gemeten over de andere diagonaal (2 en 4). De Van der Pauwmethode wordt ook gebruikt voor het meten van de vierkantsweerstand van dunne metaal- of halfgeleiderlagen